# Voiture électrique en Belgique

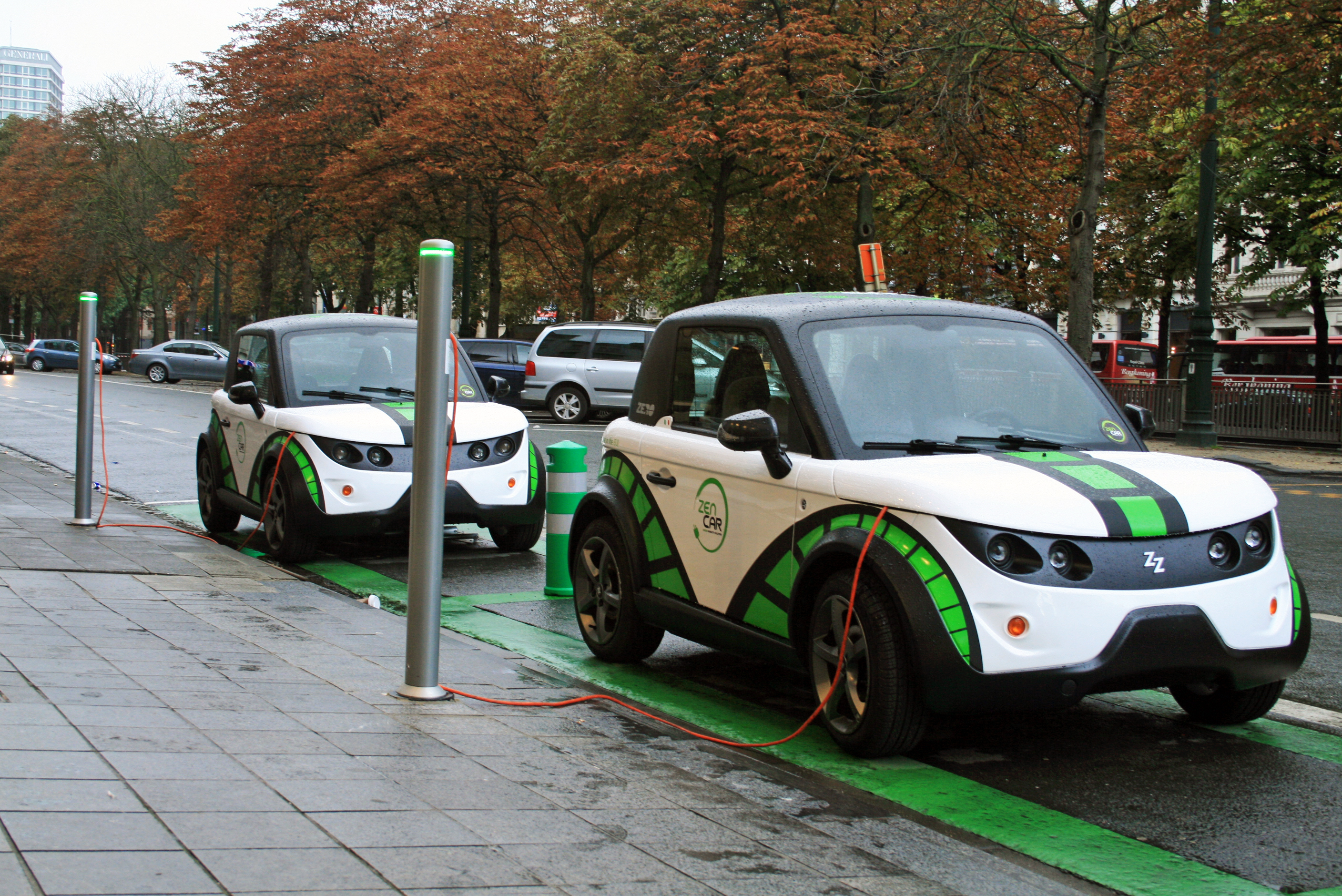
Voitures électriques en cours de recharge en 2011, avenue Louise à Bruxelles.

La voiture électrique en Belgique a connu un développement rapide grâce au soutien de l'État et des institutions européennes. En 2023, les voitures 100 % électriques représentent 19,6 % des ventes de voitures particulières contre 10,3 % en 2022. La Belgique est en 2023 le cinquième marché de l'Union européenne pour la voiture 100 % électrique avec 6,1 % du total des ventes, derrière l'Allemagne (34,1 %), la France (19,4 %), les Pays-Bas (7,4 %) et la Suède (7,3 %).

## Immatriculations
En 2023, les immatriculations de voitures 100 % électriques particulières atteignent 93 285 contre 37 619 en 2022, soit +148 %. Elles ont représenté 19,6 % des ventes de voitures particulières contre 10,3 % en 2022 (+9,3 points). La Belgique est en 2023 le cinquième marché de l'Union européenne pour la voiture 100 % électrique avec 6,1 % du total des ventes, derrière l'Allemagne (34,1 %), la France (19,4 %), les Pays-Bas (7,4 %) et la Suède (7,3 %).
En 2022, 37 638 voitures 100 % électriques ont été immatriculées en Belgique, contre 22 677 voitures en 2021, soit +66 %. La Belgique est en 2022 le sixième marché de l'Union européenne pour la voiture 100 % électrique avec 3,3 % du total des ventes, derrière l'Allemagne (41,9 %), la France (18,1 %), la Suède (8,5 %), les Pays-Bas (6,5 %) et l'Italie (4,4 %).

## Politiques de soutien à la voiture électrique
En février 2024, le gouvernement flamand annonce la suppression du bonus à l'achat de voiture électrique en 2025, comme l'Allemagne l'a fait fin 2023. En 2024, les conducteurs flamands qui passent à l’électrique ont droit à un bonus de 5 000 € sur les modèles dont le prix ne dépasse pas 40 000 euros €, ou 3 000 euros € pour les modèles d’occasion dont le prix neuf n’excédait pas 60 000 euros €. Le gouvernement fédéral avait pourtant promis que le bonus serait prolongé au moins encore en 2025 et en 2026. Des élections fédérales auront lieu en 2024 et le gouvernement actuel laisse le soin aux prochains dirigeants du pays de décider si le bonus doit être reconduit. Le succès de ces aides ayant largement dépassé les prévisions, la fin du bonus est avancée au 22 novembre 2024.
Au début de l’année 2020, le gouvernement flamand avait supprimé un système de primes à l'achat des voitures électriques. Mais en 2023, la crainte de voir les voitures électriques d'occasion belges revendues aux Pays-Bas l’a convaincu de réinstaurer des primes à partir de 2024 : 5 000 € sur les voitures neuves dont le prix ne dépasse pas 40 000 euros €, puis 4 000 € en 2025 et 3 000 € en 2026 ; pour les modèles d’occasion : 3 000 euros € en 2024, 2 500 euros € en 2025 et 2 000 euros € en 2026.